# Avdija Vršajević
Avdija Vršajević (* 6. března 1986, Tešanj, Jugoslávie, dnešní Bosna a Hercegovina) je bývalý bosenský fotbalový záložník či obránce a reprezentant. Hrával i na postu útočníka. Účastník Mistrovství světa 2014 v Brazílii. Aktivní hráčskou kariéru ukončil v roce 2024.

## Klubová kariéra
Ve své vlasti působil v klubech NK TOŠK Tešanj, FK Željezničar a Čelik Zenica. V létě 2007 přestoupil do pražské Sparty, kde o něj stál trenér Michal Bílek. Za Spartu však nenastoupil v jediném ligovém utkání. Záhy odešel hostovat nejprve do SK Kladno a po návratu do slovenského celku 1. FC Tatran Prešov, kam po ukončení hostování v roce 2009 přestoupil. V srpnu 2011 se vrátil do Čeliku Zenica, kde odehrál jednu sezónu. V létě 2012 přestoupil do chorvatského klubu Hajduk Split. Zde vyhrál v sezoně 2012/2013 Chorvatský fotbalový pohár. V letech 2015-2022 nastupoval postupně za turecké kluby Osmanlispor FK, Akhisar Belediyespor (získal Turecký superpohár 2018/2019 a zahrál si s oběma kluby Evropskou ligu), Ümraniyespor. V září 2022 se vrátil do vlasti, kde působil jednu sezonu v FK Sarajevo. Následně byl bez angažmá až do 9. ledna 2024, kdy podepsal smlouvu opět s NK Čelik Zenica. Zde také ukončil 6. května 2024 aktivní hráčskou kariéru.

## Reprezentační kariéra
V letech 2005-2007 byl členem bosenského mládežnického výběru U21. Odehrál 11 utkání a dal jednu branku.
Bosenské reprezentační A-mužstvo reprezentoval od roku 2012 do 2017. Celkově odehrál 17 utkání a vstřelil 2 góly.
Debutoval proti domácímu Lichtenštejnsku 7. září 2012, kde nastoupil na hřiště v základní sestavě a přihrávkou na poslední gól se podílel na kanonádě svého týmu, který rozstřílel domácí celek 8:1.
6. září 2013 nastoupil na domácím stadionu Bilino Polje v Zenici v kvalifikačním utkání na MS 2014 proti Slovensku, který Bosna prohrála 0:1. Šlo o první porážku bosenského týmu v tomto kvalifikačním cyklu. Byl u historicky prvního postupu Bosny a Hercegoviny na mundial (2014 v Brazílii).
Zúčastnil se Mistrovství světa 2014 v Brazílii. Bosna obsadila se 3 body nepostupové třetí místo v základní skupině F, Vršajević vstřelil jednu branku v utkání proti Íránu (výhra 3:1).
Poté odehrál jeden přátelský a jeden zápas ve kvalifikaci na Mistrovství Evropy ve fotbale 2016.
Naposledy nastoupil do utkání v kvalifikaci na Mistrovství světa ve fotbale 2018 proti Gibraltaru, kde vstřelil svůj druhý a zároveň poslední gól za reprezentaci.

### Reprezentační góly
Góly Avdiji Vršajeviće za A-tým reprezentace Bosny a Hercegoviny
| Gól | Datum       | Stadion                                   | Soupeř    | Skóre (min.) | Výsledek | Soutěž                        |
| --- | ----------- | ----------------------------------------- | --------- | ------------ | -------- | ----------------------------- |
| 010 | 25. 6. 2014 | Arena Fonte Nova, Salvador, Brazílie      | Írán      | 03:1 0(83.)  | 3:1      | MS 2014                       |
| 020 | 25. 3. 2017 | Bilino Polje, Zenica, Bosna a Hercegovina | Gibraltar | 03:0 0(52.)  | 5:0      | Kvalifikace na MS 2018 (UEFA) |